# HC Alleghe
Der HC Alleghe ist ein italienischer Eishockeyverein aus Alleghe, der bis zur Saison 2013/14 in der erstklassigen Serie A spielte. Seit 2017 gehört er der reformierten zweiten Spielklasse, der Italian Hockey League, an.
Mit dem Gewinn der Alpenliga im Jahr 1993 gelang dem HC Alleghe der bisher größte Erfolg der Vereinsgeschichte, auf nationaler Ebene konnte der Verein bislang jedoch noch keinen Titelgewinn feiern. Nach der Spielzeit 2012/13 musste der Klub die Serie A verlassen und startete einen Neuanfang in der damals drittklassigen Serie B. Nach dem sofortigen Aufstieg in die zweitklassige Seconda Division (A2) gelang 2015 auch dort der Titelgewinn, die Mannschaft scheiterte jedoch in den Aufstiegsspielen und verblieb somit in der zweiten Spielklasse.
Ihre Heimspiele trägt die Mannschaft im 2.500 Zuschauer fassenden Stadio Alvise De Toni in Alleghe aus.

## Trainer
Quellen: sonice.it; eliteprospects.com
| Zeit      | Trainer                         |
| --------- | ------------------------------- |
| 1952/1953 | Sandor Ott                      |
| 1958–1960 | Sandor Ott                      |
| 1976/1977 | Giulio Francella                |
| 1981/1982 | Orlando De Toni                 |
| 1984/1985 | Mike Kelly                      |
| 1989/1990 | Barry Smith                     |
| 1994      | Josef Augusta                   |
| 1994–1996 | Rick Cornacchia                 |
| 1997/1998 | Mike Fedorko                    |
| 1998/1999 | Jukka Jalonen                   |
| 1999/2000 | Roberto Da Pian                 |
| 2003/2004 | Paul Theriault                  |
| 2004/2005 | Primo Fontanive, Jarmo Kuusisto |
| 2006/2007 | Mats Lusth                      |
| 2007–2009 | Mike Kelly                      |
| 2009–2012 | Steve McKenna                   |
| 2012/2013 | Tom Pokel                       |
| 2013/2014 | Primo Fontanive                 |
| 2014–2017 | Alessandro Fontana              |
| 2017–2019 | Pyry Eskola                     |
| 2019–2021 | Juhani Matikainen               |
| 2021–2023 | Alessandro Fontana              |
| 2023–2024 | Marco Scapinello                |
| 2024–     | Vesa Surenkin                   |

## Bekannte ehemalige Spieler
- Sami Wahlsten
- Niklas Sundblad
- Jonas Forsberg
- Juuso Riksman
- Bruce Cassidy